# Индийски варан
Индийският варан (Varanus indicus) е вид влечуго от семейство Варанови (Varanidae). Видът не е застрашен от изчезване.

## Разпространение и местообитание
Разпространен е в Австралия (Куинсланд и Северна територия), Индонезия (Малуку и Папуа), Кирибати, Папуа Нова Гвинея (Бисмарк) и Соломонови острови. Внесен е в Маршалови острови и Северни Мариански острови.
Обитава гористи местности, крайбрежия, плажове и езера.

## Описание
Продължителността им на живот е около 17,4 години.